# Vito Bratta
Vito Bratta (New York, 1º luglio 1961) è un chitarrista statunitense di origini italiane, noto per aver militato nella band hair metal White Lion, partecipando ai loro quattro album Fight to Survive (1985), Pride (1987), Big Game (1989) e Mane Attraction (1991).
Conclusa l'esperienza con i White Lion, Bratta nel 1992 fece parte dell'album omonimo del progetto CPR (Coven, Pitrelli, Reilly), per poi ritirarsi a vita privata dal 1994. Da quel momento di Vito Bratta non si seppe più nulla fino all'intervista di Eddie Trunk del 16 febbraio 2007, nella quale Bratta chiarì i motivi del suo ritiro dalle scene e le prospettive per il futuro. A rompere il silenzio musicale durato 15 anni, nell'aprile 2007 Bratta fece la sua prima riapparizione musicale pubblica di due serate al L'Amour Reunion Shows a New York.

## Stile
Lo stile chitarristico di Vito Bratta è essenzialmente riconducibile all'influenza di Eddie van Halen, molto in voga negli anni ottanta, e seguita anche da altri chitarristi come Reb Beach e Nuno Bettencourt. In particolare, questa si dispiega nell'utilizzo di arrangiamenti compositi nell'accompagnamento in luogo dei power chord comunemente usati nell'heavy metal, e cioè attraverso l'impiego di accordi completi, di arpeggi e di triadi arpeggiate suonate in stoppato intervallate da brevi frasi melodiche (come per esempio nell brano Hungry dall'album Pride). L'aspetto più caratteristico delle parti soliste di Bratta, invece, è il frequente utilizzo del tapping per creare fluide linee melodiche, intervallate da arpeggi suonati con lo sweep picking e da suoni particolari creati con l'uso della leva del vibrato (whammy bar). Nei dischi Big Game e Mane Attraction, Vito Bratta utilizza anche una chitarra Steinberger GM con lo speciale ponte Trans-Trem, che permette di alzare o abbassare l'intera accordatura della chitarra con un semplice movimento della leva. Ciò consente una maggiore varietà nell'altezza delle note suonate. Un ottimo esempio di questo nuovo strumento sonoro è contenuto nell'assolo del brano Little Fighter (dall'album Big Game), in cui Bratta alza l'accordatura di un semitono da Mi a Fa. Anche questa idea, tuttavia, deriva dagli esperimenti già compiuti da  Eddie van Halen nell'album 5150. Dunque, seppure iscrivibile nel solco di una corrente stilistica molto in voga nel periodo, lo stile chitarristico di Vito Bratta si presenta come particolare e creativo, improntato alla melodia e ricercato nella costruzione di arrangiamenti ed assoli. Proprio come la sua principale influenza, Eddie van Halen, anche Bratta è un chitarrista al servizio della canzone e del gruppo, piuttosto che un virtuoso fine a sé stesso.

## Discografia

### Con i White Lion
Album in studio
- 1985 - Fight to Survive
- 1987 - Pride
- 1989 - Big Game
- 1991 - Mane Attraction

Raccolte
- 1992 - The Best of White Lion
- 2006 - Anthology 83-89
- 2007 - The Definitive Rock Collection

### Altri album
- 1992 - CPR - Coven, Pitrelli, Reilly